# Standard Test Data Format
Das STDF (Standard Test Data Format) ist ein record-orientiertes, binäres Datenformat zum Speichern von Messdaten in der ATE-Branche. Es kann in ein äquivalentes ASCII-Format (ATDF) umgewandelt werden.
Das Datenformat wurde von Teradyne entwickelt, inzwischen von vielen Testsystemherstellern unterstützt und hat sich zu einem Quasi-Standard entwickelt, der durch die IEEE Test Technology Standards Group und durch SEMI weiterentwickelt wird.

## Versionen
- STDF V4[1]
- STDF V3